# SK Slatina
SK Slatina (celým názvem: Sportovní klub Slatina) je český sportovní klub, který sídlí v brněnské Slatině v Jihomoravském kraji. Založen byl ve čtvrtek 24. července 1930. Fotbalový oddíl od sezony 2013/14 hraje I. A třídu Jihomoravského kraje (6. nejvyšší soutěž). Má také další sportovní oddíly: stolní tenis, tenis, kulturistiku a cvičení sportu pro všechny (SPV).
Své domácí zápasy odehrává na hřišti SK Slatina.

## Historické názvy
Zdroj: 
- 1930 – SK Slatina (Sportovní klub Slatina)
- 2016 – Sportovní klub Slatina, z. s. (Sportovní klub Slatina, zapsaný spolek)

## Umístění v jednotlivých sezonách
Stručný přehled
Zdroj: 
- 1937–1939: I. B třída BZMŽF – II. okrsek
- 1939–1940: I. B třída BZMŽF – I. okrsek
- 1945–1946: II. třída BZMŽF – sk. ?
- 1961–1963: I. třída Jihomoravského kraje – sk. B
- 1991–2002: Brněnský městský přebor
- 2002–2004: I. B třída Jihomoravského kraje – sk. B
- 2004–2005: I. B třída Jihomoravského kraje – sk. A
- 2005–2011: Brněnský městský přebor
- 2011–2012: I. B třída Jihomoravského kraje – sk. C
- 2012–2013: I. B třída Jihomoravského kraje – sk. B
- 2013– : I. A třída Jihomoravského kraje – sk. A

Jednotlivé ročníky
Zdroj: 
Legenda: Z – zápasy, V – výhry, R – remízy, P – porážky, VG – vstřelené góly, OG – obdržené góly, +/− – rozdíl skóre, B – body, červené podbarvení – sestup, zelené podbarvení – postup, fialové podbarvení – reorganizace, změna skupiny či soutěže
| Československo (1937 – 1939)             |                                                             |                                                             |                                                             |                                                             |                                                             |                                                             |                                                             |                                                             |                                                             |                                                             |                                                             |
| Sezóny                                   | Liga                                                        | Úroveň                                                      | Z                                                           | V                                                           | R                                                           | P                                                           | VG                                                          | OG                                                          | +/−                                                         | B                                                           | Pozice                                                      |
| 1937/38                                  | I. B třída BZMŽF – II. okrsek                               | 4                                                           | 22                                                          | 10                                                          | 1                                                           | 11                                                          | 48                                                          | 55                                                          | −7                                                          | 21                                                          | 8.                                                          |
| 1938/39                                  | I. B třída BZMŽF – II. okrsek                               | 4                                                           | 22                                                          | ...                                                         | ...                                                         | ...                                                         | ...                                                         | ...                                                         | ...                                                         |                                                             |                                                             |
| Protektorát Čechy a Morava (1939 – 1945) |                                                             |                                                             |                                                             |                                                             |                                                             |                                                             |                                                             |                                                             |                                                             |                                                             |                                                             |
| Sezóny                                   | Liga                                                        | Úroveň                                                      | Z                                                           | V                                                           | R                                                           | P                                                           | VG                                                          | OG                                                          | +/−                                                         | B                                                           | Pozice                                                      |
| 1939/40                                  | I. B třída BZMŽF – I. okrsek                                | 4                                                           | 25                                                          | 9                                                           | 4                                                           | 12                                                          | 68                                                          | 116                                                         | −48                                                         | 22                                                          | 22                                                          |
| ...                                      |                                                             |                                                             |                                                             |                                                             |                                                             |                                                             |                                                             |                                                             |                                                             |                                                             |                                                             |
| 1944/45                                  | Končila druhá světová válka, pravidelné soutěže se nehrály. | Končila druhá světová válka, pravidelné soutěže se nehrály. | Končila druhá světová válka, pravidelné soutěže se nehrály. | Končila druhá světová válka, pravidelné soutěže se nehrály. | Končila druhá světová válka, pravidelné soutěže se nehrály. | Končila druhá světová válka, pravidelné soutěže se nehrály. | Končila druhá světová válka, pravidelné soutěže se nehrály. | Končila druhá světová válka, pravidelné soutěže se nehrály. | Končila druhá světová válka, pravidelné soutěže se nehrály. | Končila druhá světová válka, pravidelné soutěže se nehrály. | Končila druhá světová válka, pravidelné soutěže se nehrály. |
| Československo (1945 – 1993)             |                                                             |                                                             |                                                             |                                                             |                                                             |                                                             |                                                             |                                                             |                                                             |                                                             |                                                             |
| Sezóny                                   | Liga                                                        | Úroveň                                                      | Z                                                           | V                                                           | R                                                           | P                                                           | VG                                                          | OG                                                          | +/−                                                         | B                                                           | Pozice                                                      |
| 1945/46                                  | II. třída BZMŽF – sk. ?                                     | 5                                                           | 22                                                          | ...                                                         | ...                                                         | ...                                                         | ...                                                         | ...                                                         | ...                                                         |                                                             |                                                             |
| ...                                      |                                                             |                                                             |                                                             |                                                             |                                                             |                                                             |                                                             |                                                             |                                                             |                                                             |                                                             |
| 1961/62                                  | I. třída Jihomoravského kraje – sk. B                       | 4                                                           | 26                                                          | 11                                                          | 1                                                           | 14                                                          | 55                                                          | 84                                                          | −29                                                         | 23                                                          | 11.                                                         |
| 1962/63                                  | I. třída Jihomoravského kraje – sk. B                       | 4                                                           | 26                                                          | 7                                                           | 6                                                           | 13                                                          | 44                                                          | 68                                                          | −24                                                         | 20                                                          | 10.                                                         |
| ...                                      |                                                             |                                                             |                                                             |                                                             |                                                             |                                                             |                                                             |                                                             |                                                             |                                                             |                                                             |
| 1991/92                                  | Brněnský městský přebor                                     | 8                                                           | 26                                                          | ...                                                         | ...                                                         | ...                                                         | ...                                                         | ...                                                         | ...                                                         |                                                             | 12.                                                         |
| 1992/93                                  | Brněnský městský přebor                                     | 8                                                           | 26                                                          | 7                                                           | 6                                                           | 13                                                          | 51                                                          | 68                                                          | −17                                                         | 20                                                          | 12.                                                         |
| Česko (1993 – )                          |                                                             |                                                             |                                                             |                                                             |                                                             |                                                             |                                                             |                                                             |                                                             |                                                             |                                                             |
| Sezóny                                   | Liga                                                        | Úroveň                                                      | Z                                                           | V                                                           | R                                                           | P                                                           | VG                                                          | OG                                                          | +/−                                                         | B                                                           | Pozice                                                      |
| 1993/94                                  | Brněnský městský přebor                                     | 8                                                           | 26                                                          | 6                                                           | 7                                                           | 13                                                          | 48                                                          | 64                                                          | −16                                                         | 25                                                          | 13.                                                         |
| 1994/95                                  | Brněnský městský přebor                                     | 8                                                           |                                                             | ...                                                         | ...                                                         | ...                                                         | ...                                                         | ...                                                         | ...                                                         |                                                             |                                                             |
| 1995/96                                  | Brněnský městský přebor                                     | 8                                                           | 26                                                          | 9                                                           | 1                                                           | 16                                                          | 47                                                          | 58                                                          | −11                                                         | 28                                                          | 9.                                                          |
| 1996/97                                  | Brněnský městský přebor                                     | 8                                                           | 30                                                          | ...                                                         | ...                                                         | ...                                                         | ...                                                         | ...                                                         | ...                                                         |                                                             | 12.                                                         |
| 1997/98                                  | Brněnský městský přebor                                     | 8                                                           | 30                                                          | ...                                                         | ...                                                         | ...                                                         | ...                                                         | ...                                                         | ...                                                         |                                                             |                                                             |
| 1998/99                                  | Brněnský městský přebor                                     | 8                                                           | 30                                                          | 13                                                          | 8                                                           | 9                                                           | 65                                                          | 52                                                          | +13                                                         | 47                                                          | 7.                                                          |
| 1999/00                                  | Brněnský městský přebor                                     | 8                                                           | 26                                                          | ...                                                         | ...                                                         | ...                                                         | ...                                                         | ...                                                         | ...                                                         |                                                             |                                                             |
| 2000/01                                  | Brněnský městský přebor                                     | 8                                                           | 26                                                          | ...                                                         | ...                                                         | ...                                                         | ...                                                         | ...                                                         | ...                                                         |                                                             | 7.                                                          |
| 2001/02                                  | Brněnský městský přebor                                     | 8                                                           | 24                                                          | 17                                                          | 5                                                           | 2                                                           | 65                                                          | 35                                                          | +30                                                         | 56                                                          | 1.                                                          |
| 2002/03                                  | I. B třída Jihomoravského kraje – sk. B                     | 7                                                           | 26                                                          | 7                                                           | 6                                                           | 13                                                          | 50                                                          | 69                                                          | −19                                                         | 27                                                          | 11.                                                         |
| 2003/04                                  | I. B třída Jihomoravského kraje – sk. B                     | 7                                                           | 26                                                          | 7                                                           | 8                                                           | 11                                                          | 34                                                          | 43                                                          | −9                                                          | 29                                                          | 11.                                                         |
| 2004/05                                  | I. B třída Jihomoravského kraje – sk. A                     | 7                                                           | 26                                                          | 5                                                           | 6                                                           | 15                                                          | 36                                                          | 52                                                          | −16                                                         | 21                                                          | 13.                                                         |
| 2005/06                                  | Brněnský městský přebor                                     | 8                                                           | 26                                                          | 13                                                          | 4                                                           | 9                                                           | 54                                                          | 37                                                          | +17                                                         | 43                                                          | 4.                                                          |
| 2006/07                                  | Brněnský městský přebor                                     | 8                                                           | 26                                                          | 15                                                          | 4                                                           | 7                                                           | 65                                                          | 40                                                          | +25                                                         | 49                                                          | 4.                                                          |
| 2007/08                                  | Brněnský městský přebor                                     | 8                                                           | 26                                                          | 18                                                          | 4                                                           | 4                                                           | 68                                                          | 25                                                          | +43                                                         | 58                                                          | 2.                                                          |
| 2008/09                                  | Brněnský městský přebor                                     | 8                                                           | 26                                                          | 17                                                          | 5                                                           | 4                                                           | 50                                                          | 21                                                          | +29                                                         | 56                                                          | 2.                                                          |
| 2009/10                                  | Brněnský městský přebor                                     | 8                                                           | 26                                                          | 18                                                          | 3                                                           | 5                                                           | 64                                                          | 35                                                          | +29                                                         | 57                                                          | 2.                                                          |
| 2010/11                                  | Brněnský městský přebor                                     | 8                                                           | 26                                                          | 13                                                          | 5                                                           | 8                                                           | 54                                                          | 39                                                          | +15                                                         | 44                                                          | 5.                                                          |
| 2011/12                                  | I. B třída Jihomoravského kraje – sk. C                     | 7                                                           | 26                                                          | 10                                                          | 7                                                           | 9                                                           | 39                                                          | 36                                                          | +3                                                          | 37                                                          | 6.                                                          |
| 2012/13                                  | I. B třída Jihomoravského kraje – sk. B                     | 7                                                           | 26                                                          | 17                                                          | 5                                                           | 4                                                           | 68                                                          | 41                                                          | +27                                                         | 56                                                          | 1.                                                          |
| 2013/14                                  | I. A třída Jihomoravského kraje – sk. A                     | 6                                                           | 26                                                          | 9                                                           | 7                                                           | 10                                                          | 52                                                          | 49                                                          | +3                                                          | 34                                                          | 6.                                                          |
| 2014/15                                  | I. A třída Jihomoravského kraje – sk. A                     | 6                                                           | 26                                                          | 13                                                          | 3                                                           | 10                                                          | 54                                                          | 44                                                          | +10                                                         | 42                                                          | 6.                                                          |
| 2015/16                                  | I. A třída Jihomoravského kraje – sk. A                     | 6                                                           | 26                                                          | 15                                                          | 4                                                           | 7                                                           | 66                                                          | 44                                                          | +22                                                         | 49                                                          | 2.                                                          |
| 2016/17                                  | I. A třída Jihomoravského kraje – sk. A                     | 6                                                           | 26                                                          | 12                                                          | 3                                                           | 11                                                          | 58                                                          | 51                                                          | +7                                                          | 39                                                          | 6.                                                          |
| 2017/18                                  | I. A třída Jihomoravského kraje – sk. A                     | 6                                                           | 26                                                          | 5                                                           | 8                                                           | 13                                                          | 36                                                          | 55                                                          | −19                                                         | 23                                                          | 12.                                                         |
| 2018/19                                  | I. A třída Jihomoravského kraje – sk. A                     | 6                                                           | 26                                                          | 9                                                           | 3                                                           | 14                                                          | 64                                                          | 71                                                          | −7                                                          | 30                                                          | 10.                                                         |
| 2019/20                                  | I. A třída Jihomoravského kraje – sk. A                     | 6                                                           |                                                             |                                                             |                                                             |                                                             |                                                             |                                                             |                                                             |                                                             |                                                             |

Poznámky:
- 2010/11: Slatinští postoupili mimořádně.[20]

## SK Slatina „B“
SK Slatina „B“ je rezervním týmem Slatiny, který se pohybuje v brněnských městských soutěžích.

### Umístění v jednotlivých sezonách
Stručný přehled
Zdroj: 
- 1993–1994: Brněnská základní třída
- 2001–2002: Brněnská základní třída
- 2002–2011: Brněnská městská soutěž
- 2011–2012: Brněnská městská soutěž – sk. B
- 2012–2017: Brněnský městský přebor
- 2017– : Brněnská městská soutěž

Jednotlivé ročníky
Zdroj: 
Legenda: Z – zápasy, V – výhry, R – remízy, P – porážky, VG – vstřelené góly, OG – obdržené góly, +/− – rozdíl skóre, B – body, červené podbarvení – sestup, zelené podbarvení – postup, fialové podbarvení – reorganizace, změna skupiny či soutěže
| Česko (1993 – ) |                                    |        |    |    |    |    |    |    |     |    |        |
| Sezóny          | Liga                               | Úroveň | Z  | V  | R  | P  | VG | OG | +/− | B  | Pozice |
| 1993/94         | Brněnská základní třída            | 10     | 26 | 7  | 11 | 8  | 36 | 36 | 0   | 25 | 8.     |
| ...             |                                    |        |    |    |    |    |    |    |     |    |        |
| 1996/97         | Brněnská městská soutěž            | 9      | 26 | 4  | 7  | 15 | 36 | 59 | −23 | 19 | 14.    |
| ...             |                                    |        |    |    |    |    |    |    |     |    |        |
| 2001/02         | Brněnská základní třída            | 10     | 20 | 13 | 4  | 3  | 54 | 23 | +31 | 43 | 2.     |
| 2002/03         | Brněnská městská soutěž            | 9      | 22 | 8  | 6  | 8  | 48 | 47 | +1  | 30 | 5.     |
| 2003/04         | Brněnská městská soutěž            | 9      | 20 | 9  | 1  | 10 | 39 | 47 | −8  | 28 | 6.     |
| 2004/05         | Brněnská městská soutěž            | 9      | 20 | 8  | 5  | 7  | 45 | 44 | +1  | 29 | 5.     |
| 2005/06         | Brněnská městská soutěž            | 9      | 22 | 9  | 5  | 8  | 33 | 39 | −6  | 29 | 6.     |
| 2006/07         | Brněnská městská soutěž            | 9      | 24 | 9  | 5  | 10 | 49 | 63 | −14 | 32 | 6.     |
| 2007/08         | Brněnská městská soutěž            | 9      | 22 | 8  | 3  | 11 | 39 | 55 | −16 | 27 | 7.     |
| 2008/09         | Brněnská městská soutěž            | 9      | 24 | 10 | 3  | 11 | 51 | 53 | −2  | 33 | 9.     |
| 2009/10         | Brněnská městská soutěž            | 9      | 26 | 12 | 3  | 11 | 62 | 59 | +3  | 39 | 5.     |
| 2010/11         | Brněnská městská soutěž            | 9      | 26 | 14 | 6  | 6  | 63 | 50 | +13 | 48 | 2.     |
| 2011/12         | Brněnská městská soutěž – sk. B    | 9      | 16 | 11 | 2  | 3  | 46 | 28 | +18 | 35 | 2.     |
| 2011/12         | Brněnská městská soutěž – o postup | 9      | 8  | 6  | 0  | 2  | 31 | 15 | +16 | 18 | 1.     |
| 2012/13         | Brněnský městský přebor            | 8      | 26 | 13 | 1  | 12 | 66 | 62 | +4  | 40 | 5.     |
| 2013/14         | Brněnský městský přebor            | 8      | 26 | 7  | 7  | 12 | 40 | 49 | −9  | 28 | 11.    |
| 2014/15         | Brněnský městský přebor            | 8      | 26 | 6  | 6  | 14 | 42 | 65 | −23 | 24 | 13.    |
| 2015/16         | Brněnský městský přebor            | 8      | 24 | 8  | 1  | 15 | 39 | 82 | −43 | 25 | 12.    |
| 2016/17         | Brněnský městský přebor            | 8      | 26 | 4  | 3  | 19 | 42 | 90 | −48 | 15 | 14.    |
| 2017/18         | Brněnská městská soutěž            | 9      | 22 | 6  | 5  | 11 | 38 | 62 | −24 | 23 | 8.     |
| 2018/19         | Brněnská městská soutěž            | 9      | 22 | 9  | 3  | 10 | 78 | 59 | +19 | 30 | 7.     |
| 2019/20         | Brněnská městská soutěž            | 9      |    |    |    |    |    |    |     |    |        |

Poznámky:
- 2001/02: Postoupilo taktéž vítězné mužstvo SK Jundrov.[18]
- 2005/06: B-mužstvu Slatiny byly odebrány 3 body.[20]